# When Love Took Wings
When Love Took Wings er en amerikansk stumfilm fra 1915 af Fatty Arbuckle.

## Medvirkende
- Roscoe Arbuckle som Reckless Fatty.
- Helen Carlyle.
- Frank Hayes.
- Al St. John som Hank Perkins.
- Joe Bordeaux.